# Bitva u Starého Hrozenkova
Bitva u Starého Hrozenkova nebo také bitva v Hrozenkovském průsmyku byla menším válečným střetem mezi pohraničními oddíly valašských portášů pod velením rakouské císařské armády vedené Valeriánem Jiřím Podstackým a osmanskou armádou během plenícího výpadu za rakousko-turecké války v letech 1663–1664. Odehrála se 6. října 1663 v okolí vsi Starý Hrozenkov v tzv. Hrozenkovském průsmyku, jejímž přímým důsledkem byl vpád tureckého vojska na jihovýchodní Moravu a vyplenění pohraničního území.  

## Pozadí
Počátkem 60. let 17. století došlo v Osmanské říši k zásadním politickým změnám. Moc přešla z moci sultána opět do rukou armádních velitelů. Roku 1656 se k moci dostala ctižádostivá rodina Köprülü, která na sebe brutálním postupem strhla moc, ovšem podařilo se jí obnovit autoritu státu a zajistit opět plnou kontrolu nad provinciemi. Jedním z osvědčených prostředků upevnění státní autority je orientace na válečné výboje. A tak, po dlouhé době relativního klidu, přikročili Turci opět k válečným tažením. Již v roce 1646 začali Turci válčit s Benátkami o Krétu, roku 1669 ji posléze obsadili. V letech 1658–1661 obsadili Sedmihradsko a skoncovali s jeho autonomií. 
Roku 1663 zahájil Turci pod velením paši Fâzıla Ahmeda Köprülü válečné akce proti císaři Leopoldu I. S vojskem o 160 000 mužích zamířil velkovezír přes Budín na Nové Zámky. Přestože se jednalo o mocnou pevnost, jednu z nejlepších v Habsburské monarchii, byla 25. září 1663 dobyta. Jako součást své vojenské strategie využivali také metody ozbrojených násilných vpádů menších ozbrojených skupin za bojové linie na dobývaná území.
Mezitím začala být budována obranná linie na moravsko-uherské hranici v podobě opevněných pozic. Velením nad oblastí byl pověřen Louis Raduit de Souches, původem francouzský vojevůdce v rakouských službách, jenž proslul především uhájením Brna před Švédy roku 1645, společně s Valeriánem Jiřím Podstatským. Hlavními složkami zdejší obrany byly pohraniční oddíly zdejších Valachů, tzv. portáši, kteří byli rozmístěni na hlavních přístupových cestách na Moravu ve Vlárském a Hrozenkovském průsmyku.

## Průběh bitvy
Bitvě přecházel jiný turecký vpád, při kterém hranice nebyla bráněna. Obránci napodruhé předpokládali, že hlavní turecký nápor přijde Vlárským průsmykem, kde byly také soustředěny primární obranné síly. Defenzivní opora byl rovněž zamýšlen kvůli tureckým útokům stavebně posílený hrad Brumov, jehož posádka byla vyzbrojena také děly. Hrozenkovský průsmyk byl naproti tomu střežen pouhými 200 valaškými hraničáři a několika desítkami žoldnéřů velitele Dombrovského. Patrně díky zrádcům z řad místních obyvatel se ale Turci o obranné situaci dozvěděli a rozhodli se zaútočit právě na slabou linii nedaleko Starého Hrozenkova.
K útoku osmanského vojska došlo 6. října časně ráno v Hrozenkovském průsmyku. Jednotky složené mj. z turecké sipáhijské jízdy, janičářů a tatarských jezdců z Krymského chanátu zastihly valašské obránce nepřipravené.
Velitel Dembovsky spolu s 50 muži sve družiny uprchl do Uherského Brodu. Zbylých asi 200 Valachů bylo Turky pobito a obranná linie tak prolomena.

## Hodnocení bitvy
V bitvě zahynula většina bojeschopných mužů z řad Valachů, ztráty na straně tureckého vojska se počítají na 2000–6000. Osmanští a tatarští jezdci následně pronikli do oblasti Valašska a některých okolních regionů, kde vypalovali města a vesnice, kradli potraviny a terorizovali místní obyvatelstvo. Stovky z nich pak odvlekli do otroctví. Vypleněna byla mj. města Slavičín, Valašské Klobouky, Valašské Meziříčí či Vizovice. Po krátké době pak tyto jednotky  byly Valachy vytlačeny zpět, ke své hlavní armádě do Uher, kde přezimovala. 
K definitivní porážce Osmanského vojska v rámci tohoto tureckého tažení došlo až 10. srpna 1664 v bitvě u Mogersdorfu na řece Rábě, a následně uzavřeného Vasvárského míru. Expanzivní snaha Turků pak vyvrcholila o bezmála dvacet let později obležením Vídně roku 1683, po jehož neúspěchu již nikdy nedosáhla větších vojenských zisků.